# Chuck Kobasew
Nicolas James „Chuck“ Kobasew (* 17. April 1982 in Osoyoos, British Columbia) ist ein ehemaliger kanadischer Eishockeyspieler, der im Verlauf seiner aktiven Karriere zwischen 2000 und 2016 unter anderem 645 Spiele für die Calgary Flames, Boston Bruins, Minnesota Wild, Colorado Avalanche und Pittsburgh Penguins in der National Hockey League auf der Position des rechten Flügelstürmers bestritten hat.

## Karriere

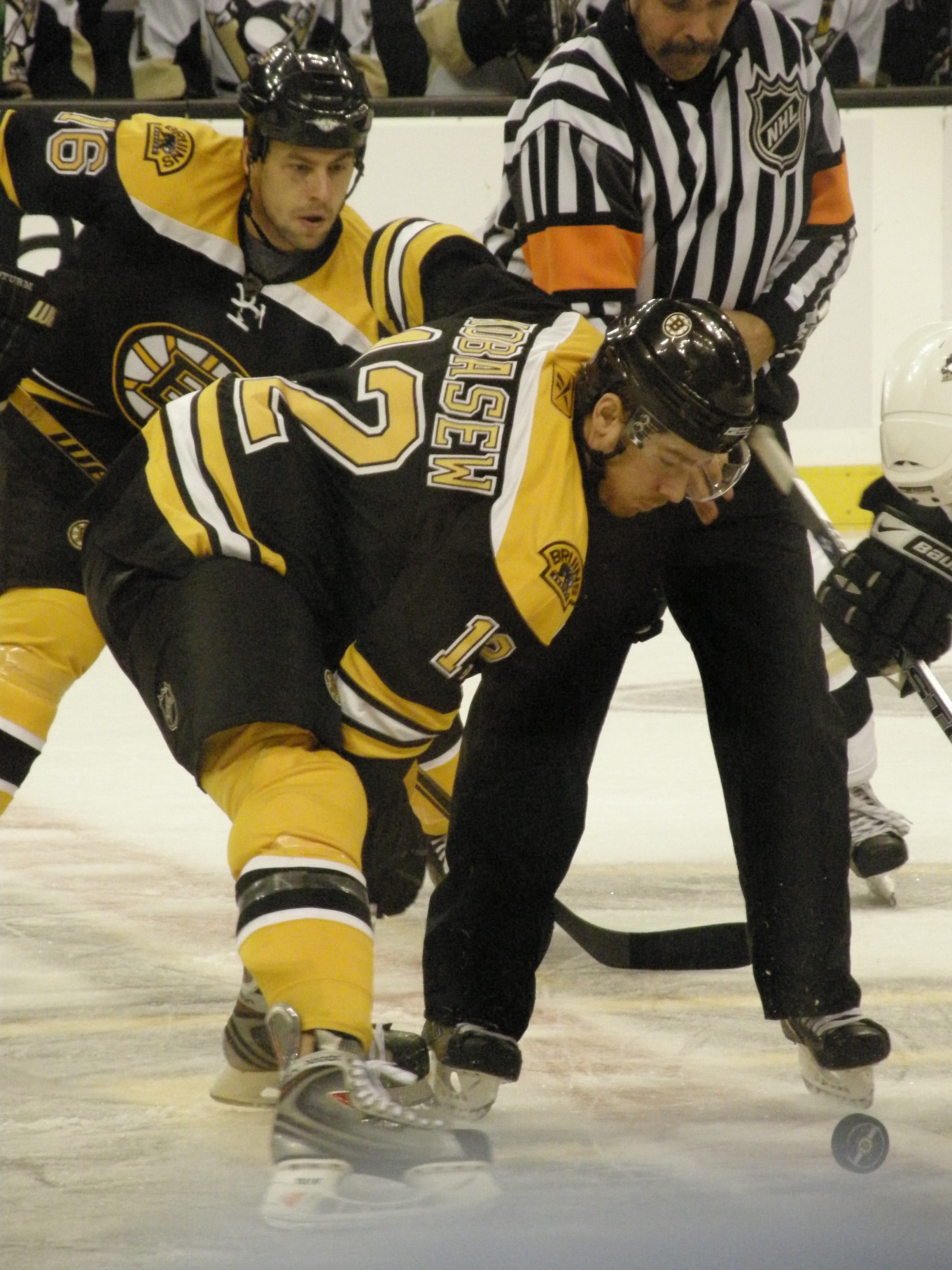
Kobasew beim Bully.

Der 1,88 m große Flügelstürmer begann seine Karriere im Team des Boston College im Spielbetrieb der National Collegiate Athletic Association, bevor er während des NHL Entry Draft 2001 als 14. in der ersten Runde von den Calgary Flames ausgewählt (gedraftet) wurde. In der Finalserie der NCAA-Eishockeymeisterschaft 2001, der Frozen Four, wurde Kobasew zum Most Valuable Player gewählt.
Seine ersten NHL-Einsätze absolvierte der Rechtsschütze in der Saison 2002/03, den Lockout 2004/05 verbrachte er bei den Lowell Lock Monsters in der American Hockey League. In 79 Spielen erzielte Kobasew 75 Punkte und wurde während der Spielzeit neuer Kapitän der Lock Monsters. Außerdem wurde er ins kanadische Team des AHL All-Star Classic berufen. Im Januar 2006 erzielte Chuck Kobasew in der Partie seiner Calgary Flames gegen die Colorado Avalanche schließlich den ersten NHL-Hattrick seiner Karriere, ein Jahr später wurde er jedoch im Tausch gegen Brad Stuart und Wayne Primeau zu den Boston Bruins transferiert.
Am 1. Juli 2011 unterzeichnete Kobasew einen Kontrakt für zwei Jahre bei der Colorado Avalanche. Nachdem dieser Vertrag ausgelaufen war, wurde er von den Pittsburgh Penguins im Oktober 2013 als Free Agent für ein Jahr verpflichtet.
Im Juli 2014 unterzeichnete er einen Zweijahresvertrag beim SC Bern aus der National League A. Während Berns Meistersaison 2015/16 kam er nur in zehn Spielen zum Einsatz. Er hatte sich im Oktober 2015 bei einem Zusammenprall mit einem Schiedsrichter eine Hirnerschütterung zugezogen. Anschließend beendete der Kanadier seine aktive Laufbahn.

### International
Für die kanadische Juniorennationalmannschaft bestritt Chuck Kobasew die U20-Weltmeisterschaft 2002, in sieben Partien erzielte er dabei fünf Tore und einen Assists.

## Erfolge und Auszeichnungen
| - 2000 BCHL Interior Division First All-Star-Team - 2000 BCHL Interior Division MVP - 2001 Hockey East Second All-Star-Team - 2001 Hockey East All-Rookie-Team - 2001 Hockey East Rookie of the Year | - 2001 NCAA Championship All-Tournament-Team - 2001 NCAA Championship Tournament MVP - 2005 Teilnahme am AHL All-Star Classic - 2005 AHL First All-Star Team - 2015 Schweizer Cupsieger mit dem SC Bern |

### International
- 2002 Silbermedaille bei der U20-Junioren-Weltmeisterschaft

## Karrierestatistik

### International
Vertrat Kanada bei:
- U20-Junioren-Weltmeisterschaft 2002

(Legende zur Spielerstatistik: Sp oder GP = absolvierte Spiele; T oder G = erzielte Tore; V oder A = erzielte Assists; Pkt oder Pts = erzielte Scorerpunkte; SM oder PIM = erhaltene Strafminuten; +/− = Plus/Minus-Bilanz; PP = erzielte Überzahltore; SH = erzielte Unterzahltore; GW = erzielte Siegtore; 1 Play-downs/Relegation; Kursiv: Statistik nicht vollständig)